# Awkwafina
Nora Lum, mer känd som Awkwafina, född 2 juni 1988 i New York, är en amerikansk rappare, skådespelare, komiker, internetpersonlighet, författare och TV-programledare. Hon var rösten för Sisu i Raya och den sista draken (2021).

## Biografi
Awkwafina växte upp i Forest Hills, Queens. Hennes far är kines-amerikan och hennes mor var sydkorean-amerikan. Modern dog när Awkwafina var fyra år och hon kom sedan till stor del att påverkas av sin farmor. Hon har en examen i journalistik och kvinnostudier vid Albany-campuset av State University of New York. Mellan 2006 och 2008 studerade hon mandarin vid Pekings universitet för språk och kultur i Kina.

## Musik
Awkwafina började rappa när hon var 13 år gammal. År 2012 uppmärksammades hon för låten "My Vag", vilken var ett svar på Mickey Avalons låt "My Dick". Hennes debutalbum Yellow Ranger släpptes 2014 och 2018 släpptes EP:n In Fina We Trust.

## Skådespeleri
År 2016 spelade hon en biroll i långfilmen Bad Neighbours 2. År 2018 medverkade hon i storfilmen Ocean's 8, i rollen som Constance, och spelade mot bland andra Sandra Bullock, Cate Blanchett och Anne Hathaway. Samma år medverkade hon i filmen Crazy Rich Asians i rollen som Peik Lin Goh.

## Filmografi i urval
- 2016 – Bad Neighbours 2
- 2018 – Ocean's 8
- 2018 – Crazy Rich Asians
- 2019 – The Angry Birds Movie 2 (röst)
- 2019 – The Farewell
- 2019 – Jumanji: The Next Level
- 2020 – Awkwafina Is Nora from Queens (TV-serie)
- 2021 – Raya och den sista draken (röst)
- 2021 – Shang-Chi and the Legend of the Ten Rings
- 2022 – Tuffa gänget (röst)
- 2023 – Den lilla sjöjungfrun (röst)
- 2023 – Quiz Lady
- 2024 – Kung Fu Panda 4 (röst)
- 2024 –  IF – Låtsaskompisar (röst)
- 2024 – Jackpot!